# Bahnhof Tsurumai
Der Bahnhof Tsurumai (jap. 鶴舞駅, Tsurumai-eki) ist ein Bahnhof auf der japanischen Insel Honshū. Er wird von der Bahngesellschaft JR Central betrieben und befindet sich im Bezirk Naka-ku der Stadt Nagoya in der Präfektur Aichi. Er ist ein Umsteigeknoten zwischen Eisenbahn und U-Bahn.

## Verbindungen
Tsurumai ist ein Kreuzungsbahnhof an der Chūō-Hauptlinie, einer der bedeutendsten Bahnstrecken Japans, die Nagoya mit Shiojiri, Kōfu und Tokio verbindet. Sie kreuzt sich mit der hier unterirdisch verlaufenden Tsurumai-Linie der U-Bahn Nagoya, die sich den Verkehr auf der Strecke mit der Bahngesellschaft Meitetsu teilt. Auf der Chūō-Hauptlinie fahren tagsüber je drei Eil- und Lokalzüge je Stunde vom Bahnhof Nagoya in Richtung Nakatsugawa, wobei ein Teil davon bereits in Kōzōji, Tajimi oder Mizunami wendet. Hinzu kommen mehrere Home Liner, Eilzüge mit reservierten Sitzplätzen. Während der Hauptverkehrszeit wird das Angebot auf bis zu zehn Züge je Stunde und Richtung verdichtet.
Auf dem rein innenstädtischen Abschnitt der Tsurumai-Linie von Kami-Otai durch das Stadtzentrum Nagoyas nach Akaike verkehren die U-Bahnen tagsüber alle sieben bis acht Minuten, während der Hauptverkehrszeit alle vier oder fünf Minuten, an Wochenenden und Feiertagen alle zehn Minuten. Meitetsu-Züge werden in Akaike durchgebunden und fahren weiter nach Toyotashi im Stadtzentrum von Toyota. Hierbei besteht tagsüber ein fester 15-Minuten-Takt, während der Hauptverkehrszeit in Lastrichtung ein 8-Minuten-Takt. Durchbindungen in Kami-Otai sind seltener: Ein Zug je Stunde wechseldt dort auf die Meitetsu Inuyama-Linie und fährt weiter bis nach Iwakura, Kashiwamori oder Inuyama.
Vor dem Haupteingang des Bahnhofs bzw. des Tsurumi-Parks halten sieben Buslinien der städtischen Gesellschaft Nagoya City Bus.

## Anlage
Der Bahnhof steht an der Grenze zwischen dem namensgebenden Stadtteil Tsurumai im Bezirk Shōwa-ku an der Ostseite und dem Stadtteil Chiyoda im Bezirk Naka-ka an der Westseite. Die Gegend rund um den Bahnhof ist vor allem durch den 24 Hektar großen Tsurumai-Park im Osten geprägt. Darin befinden sich unter anderem die städtische Konzerthalle und die Tsuruma-Zentralbibliothek; flankiert wird der Park an dessen Nordseite vom Universitätskrankenhaus. Geschäfts- und Einkaufsviertel, die durch die Stadtautobahn C1 durchschnitten werden, prägen den Bereich westlich des Bahnhofs.
Die auf einem Viadukt befindliche Anlage von JR Central ist von Nordosten nach Südwesten ausgerichtet und umfasst zwei Gleise an zwei überdachten Seitenbahnsteigen. Sie sind von zwei Seiten her zugänglich: Der Haupteingang im Süden befindet sich neben dem Hauptzugang zum Park und ist mit Rolltreppen und Aufzügen ausgestattet, der nördliche Eingang in der Nähe des Krankenhauses verfügt lediglich über Treppen. Der Bahnhof ist mit Personal besetzt. Zwischen den beiden Eingangsbereichen sind unter dem Viadukt ein Supermarkt und drei weitere Läden angeordnet. Unter dem westlichen Bahnhofsvorplatz befindet sich der U-Bahnhof, erreichbar über eine dazwischen liegende Verteilerebene. Er umfasst zwei Gleise an zwei Seitenbahnsteigen. Zwischen dem U-Bahnhof und dem Viaduktbahnhof gibt es keinen direkten Durchgang, umsteigende Fahrgäste müssen sich deshalb zuerst ins Freie auf den Vorplatz begeben.
Im Fiskaljahr 2019 nutzten durchschnittlich 35.376 Fahrgäste täglich den Bahnhof. Davon entfielen 20.550 auf JR Central und 14.826 auf die U-Bahn.

## Bilder

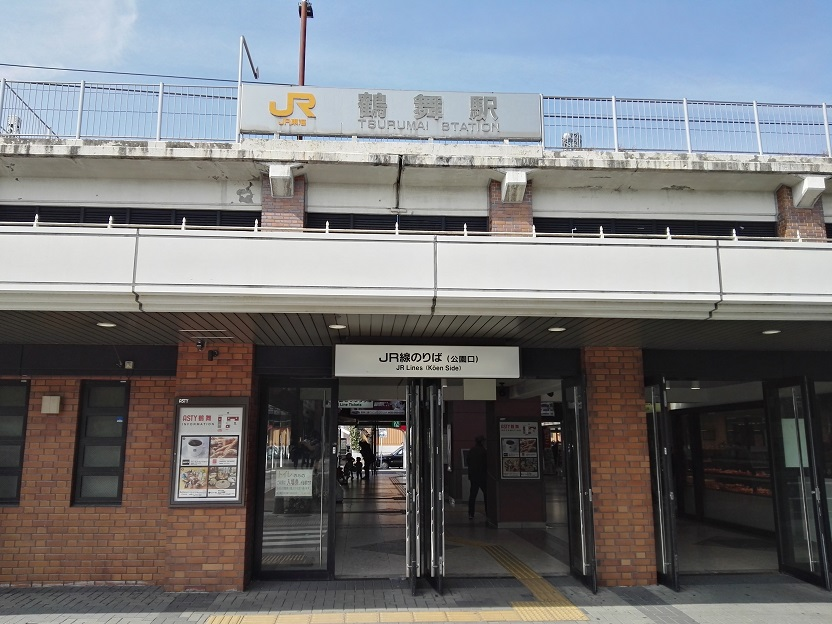
Haupteingang
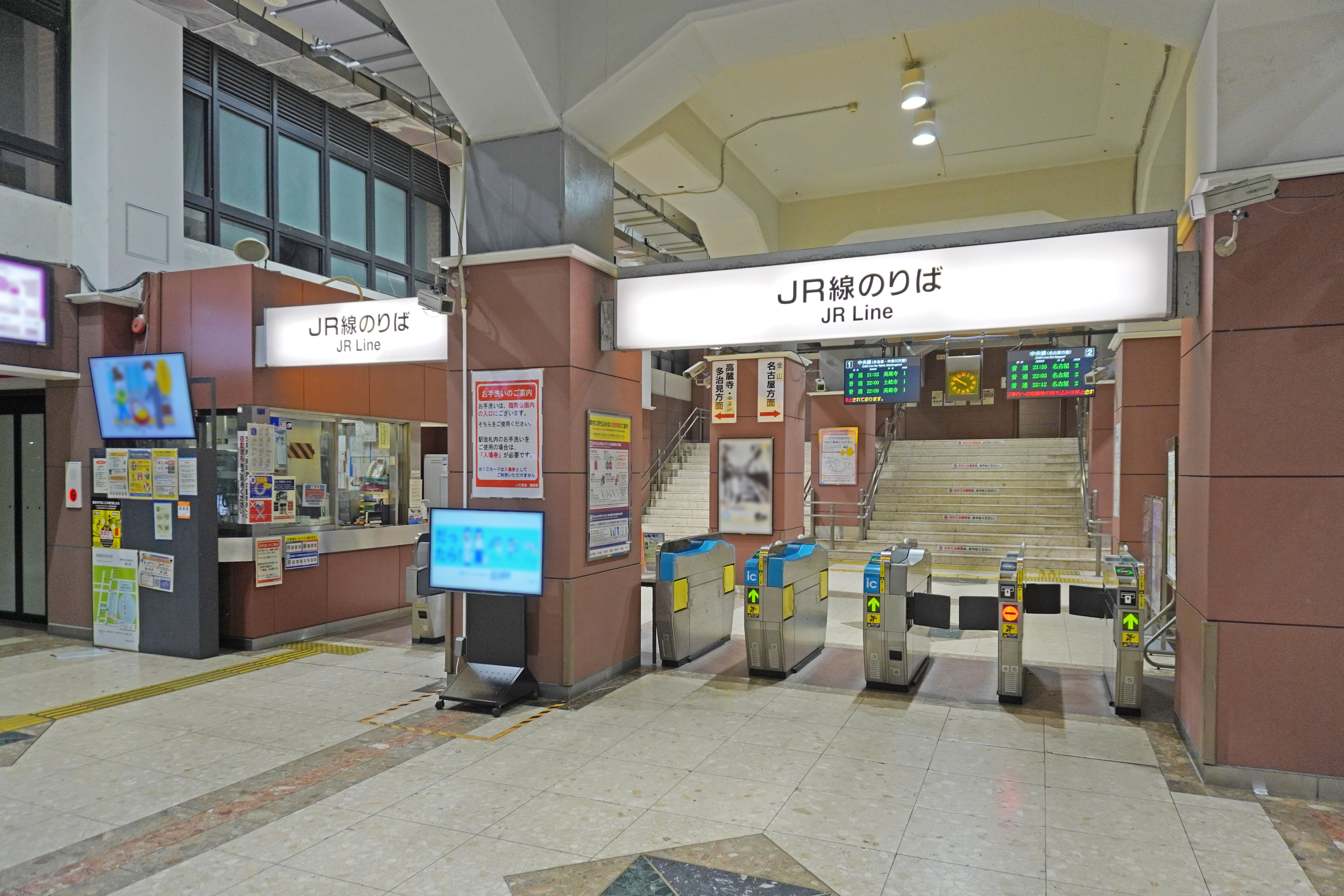
Bahnsteigsperren in der Haupthalle
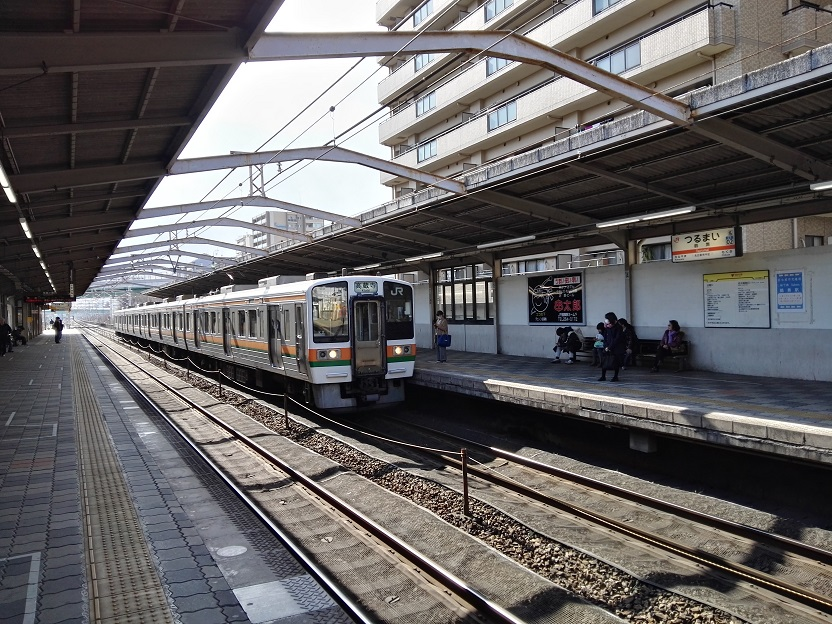
Bahnsteige an der Chūō-Hauptlinie
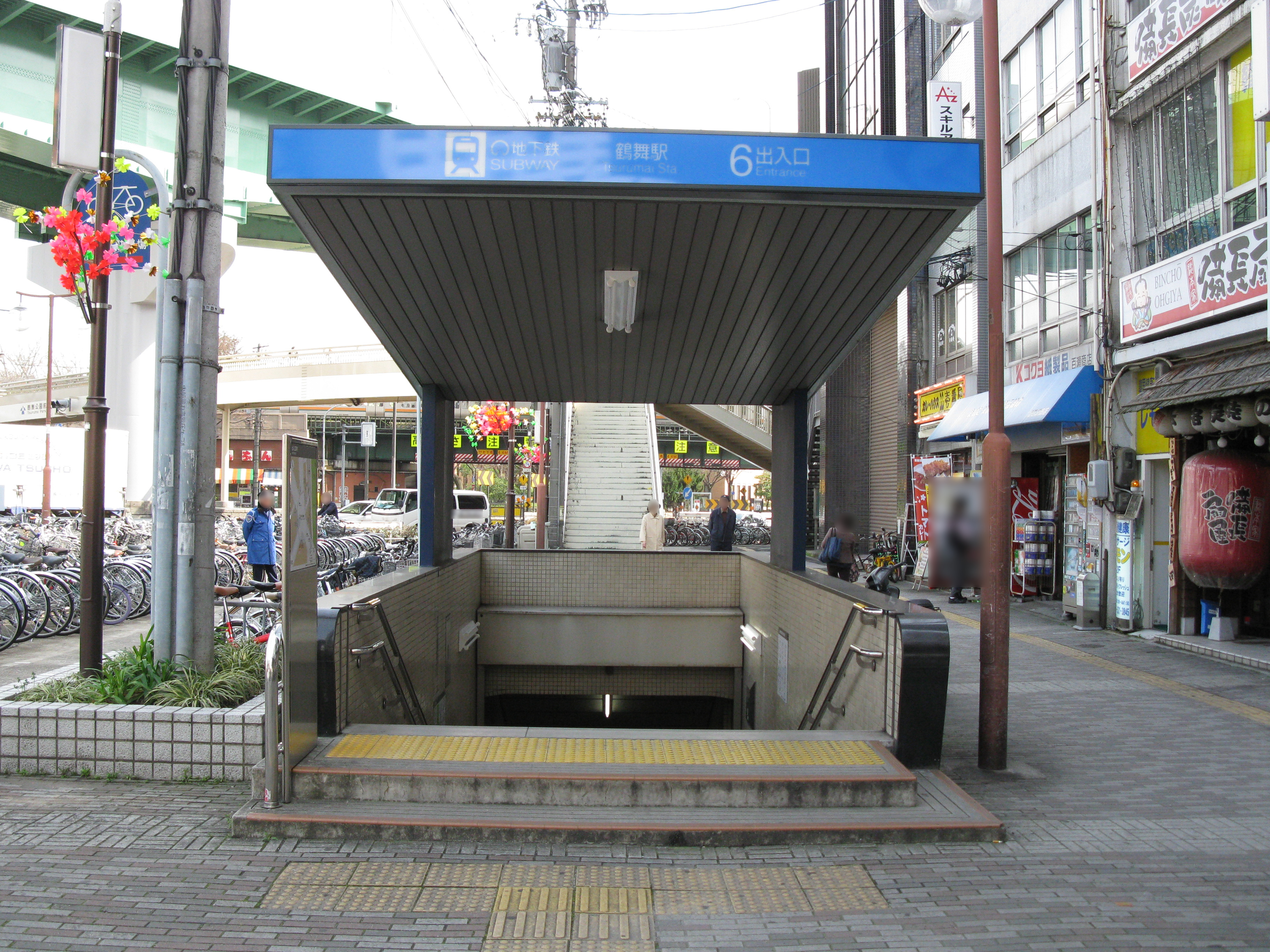
Nebeneingang zum U-Bahnhof
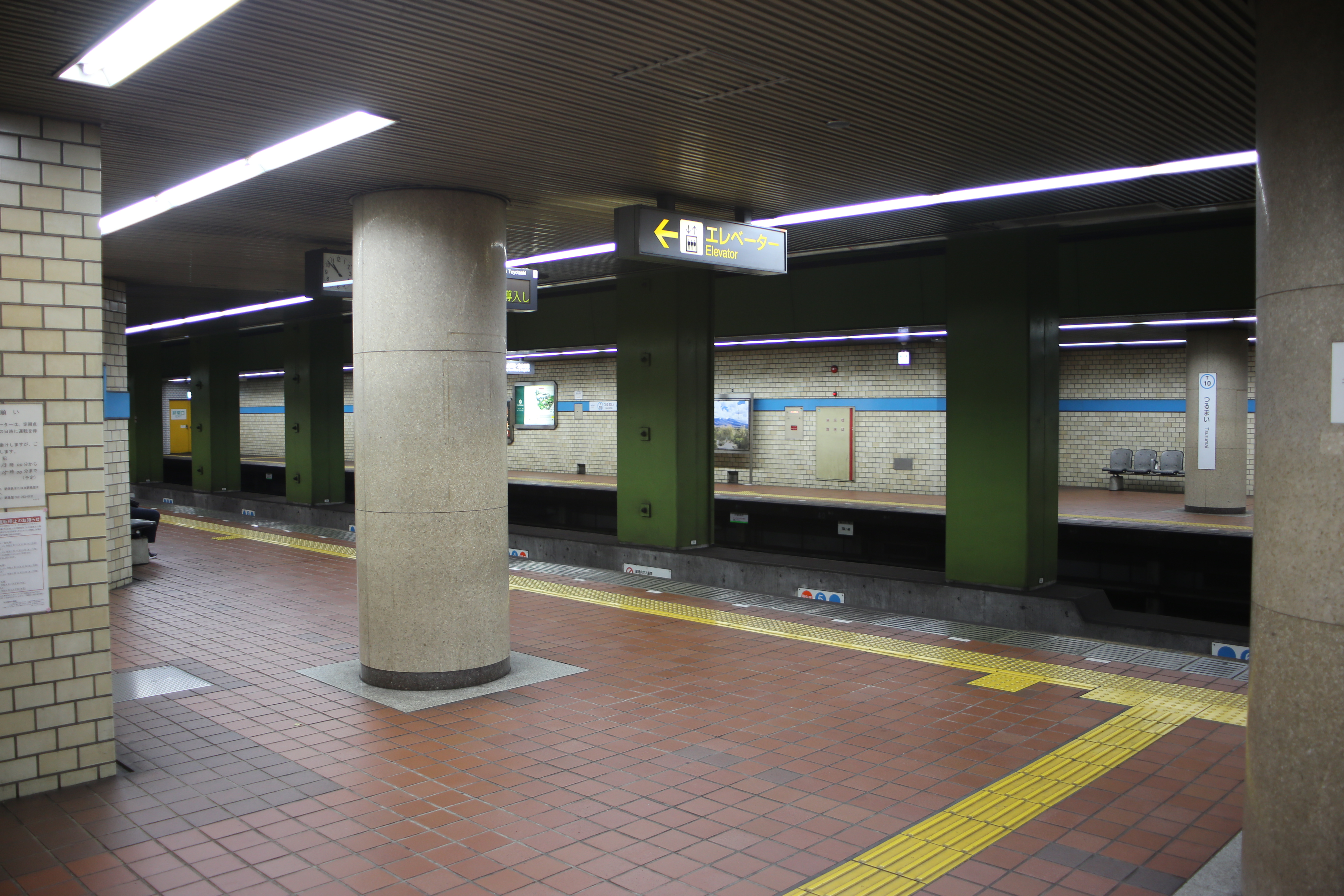
U-Bahnhof
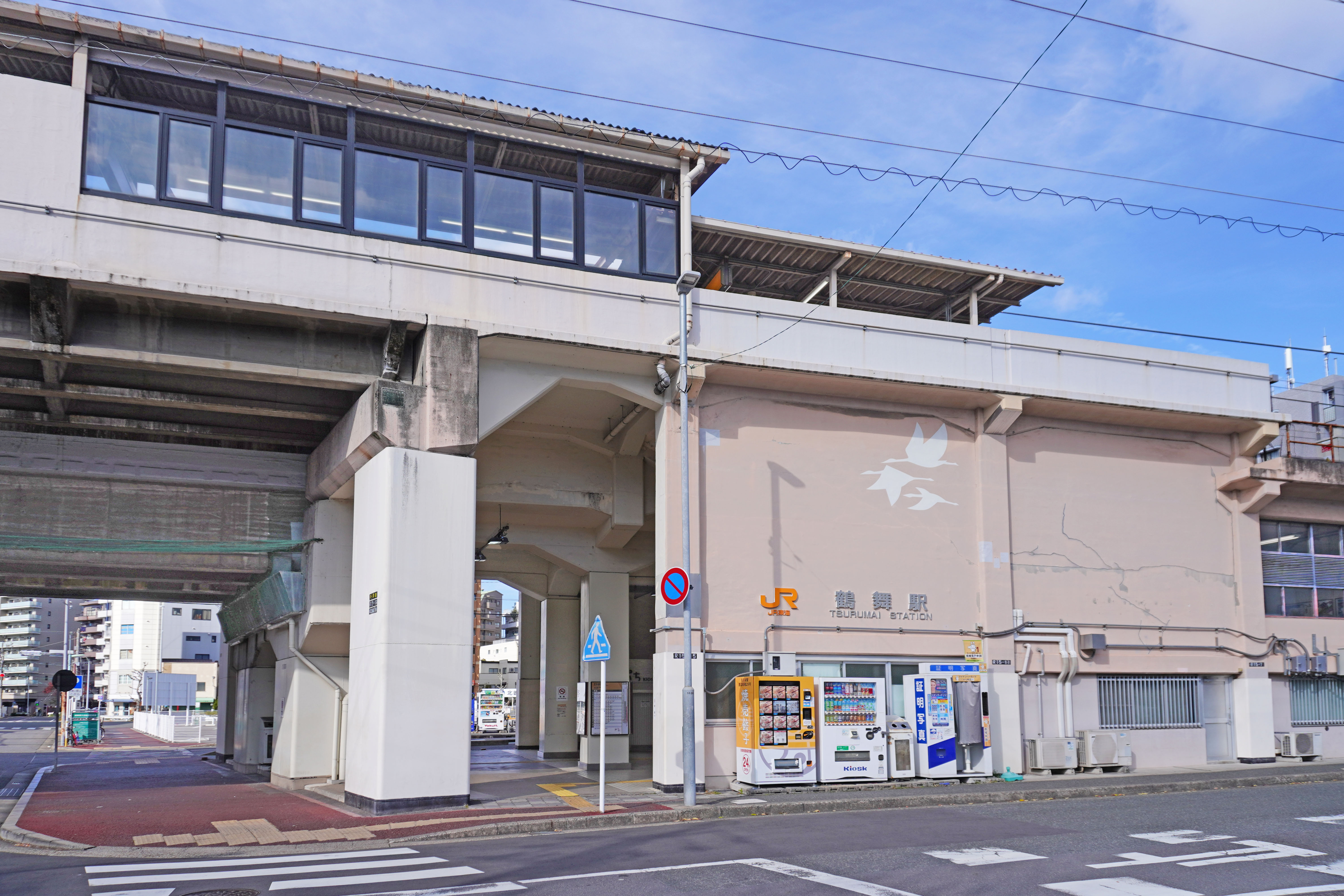
Eingang beim Universitätskrankenhaus (Januar 2023)

## Gleise
JR Central:
| 1 | ▉ Chūō-Hauptlinie | Ōzone • Tajimi • Nakatsugawa • Shiojiri • Tokio |
| 2 | ▉ Chūō-Hauptlinie | Nagoya                                          |

U-Bahn Nagoya:
| 1 | ▉ Tsurumai-Linie | Yagoto • Akaike • Toyotashi   |
| 2 | ▉ Tsurumai-Linie | Fushimi • Kami-Otai • Inuyama |

## Linien
| Verlauf der Chūō-Hauptlinie |
| --- |
| Takao • Sagamiko • Fujino • Uenohara • Shiotsu • Yanagawa • Torisawa • Saruhashi • Ōtsuki • Hatsukari • Sasago • Kai-Yamato • Katsunuma-budōkyō • Enzan • Higashi-Yamanashi • Yamanashishi • Kasugaichō • Isawa-Onsen • Sakaori • Kōfu • Ryūō • Shiozaki • Nirasaki • Shimpu • Anayama • Hinoharu • Nagasaka • Kobuchizawa • Shinano-Sakai • Fujimi • Suzurannosato • Aoyagi • Chino • Kami-Suwa • Shimo-Suwa • Okaya • Midoriko • Shiojiri • Seba • Hideshio • Niekawa • Kiso-Hirasawa • Narai • Yabuhara • Miyanokoshi • Harano • Kiso-Fukushima • Agematsu • Kuramoto • Suhara • Ōkuwa • Nojiri • Jūnikane • Nagiso • Tadachi • Sakashita • Ochiaigawa • Nakatsugawa • Mino-Sakamoto • Ena • Takenami • Kamado • Mizunami • Tokishi • Tajimi • Kokokei • Jōkōji • Kōzōji • Jinryō • Kasugai • Kachigawa • Shin-Moriyama • Ōzone • Chikusa • Tsurumai • Kanayama • Nagoya Tatsuno-Zweigstrecke: Okaya • Kawagishi • Tatsuno • Shinano-Kawashima • Ono • Shiojiri |

## Geschichte
Als das staatliche Eisenbahnamt (das spätere Eisenbahnministerium) im Jahr 1900 den ersten Abschnitt der Chūō-Hauptlinie eröffnete, fuhren die Züge hier ohne Halt durch. In der zweiten Jahreshälfte 1928 fand im Tsurumai-Park die Reichsausstellung statt. Zur Erschließung des Geländes entstand der provisorische Haltepunkt Tsurumai-kōen (鶴舞公園), der knapp drei Monate lang vom 6. September bis 1. Dezember in Betrieb war. Ab 1935 richteten Ladenbesitzer und Anwohner des Tsurumai-Parks mehrere Petitionen an die Stadtverwaltung und die nationale Regierung. Schließlich erklärte sich die Stadt dazu bereit, ein Grundstück für den Bahnhof zur Verfügung zu stellen, 23.000 Yen an die Baukosten beizutragen und eine neue Zufahrtsstraße zu errichten. Die Eröffnung des Bahnhofs Tsurumai erfolgte am 21. April 1937.
Zu Beginn der 1960er Jahre verlegte die Japanische Staatsbahn den bisher ebenerdigen, eingleisigen Abschnitt Kanayama–Chikusa auf einen zweigleisigen Viadukt und nahm diesen am 27. September 1962 in Betrieb. Einen Anschluss ans Netz der U-Bahn Nagoya erhielt der Bahnhof am 18. März 1977, als das Verkehrsamt der Stadt Nagoya den ersten Abschnitt der Tsurumai-Linie zwischen Fushimi und Yagoto eröffnete. Im Rahmen der Staatsbahnprivatisierung ging der Bahnhof am 1. April 1987 an JR Central über. Die neue Besitzerin nahm daraufhin weitreichende Umbauten vor, die im Juli 1989 abgeschlossen waren.